# HMS Mermaid (U30)
Pour les autres navires du même nom, voir HMS Mermaid.
Le HMS Mermaid est un sloop britannique, de la classe Black Swan modifiée, qui participa aux opérations navales contre la Kriegsmarine (marine allemande) pendant la Seconde Guerre mondiale.

## Construction et conception
Le Mermaid est commandé le 11 février 1942 dans le cadre de programmation de 1941 pour le chantier naval de William Denny and Brothers à Dumbarton, Écosse. Sa pose de la quille est effectuée le 8 septembre 1942, le Mermaid est lancé le 11 novembre 1943 et mis en service le 12 mai 1944.
Il a été adopté par les communautés civiles de Stoke Newington (qui fait maintenant partie du quartier métropolitain de Hackney dans le Grand Londres), dans le cadre de la Warship Week (semaine des navires de guerre) en 1942.
Les sloops de la classe Black Swan ont fait l'objet de nombreuses modifications au cours du processus de construction, à tel point que la conception a été révisée, les navires ultérieurs (du programme de 1941 et suivants) étant décrits comme la classe Black Swan modifiée. Bien que Wren ait été fixé selon la conception originale, elle a été achevée plus tard que certains des navires de classe modifiés, et avec les modifications apportées lors de sa construction, il était impossible de les distinguer des navires modifiés de Black Swan.
La classe Black Swan modifiée était une version élargie et mieux armé pour la lutte anti-sous-marine de la classe Black Swan, elle-même dérivée des sloops antérieurs de la classe Egret. L'armement principal se composait de six canons antiaériens QF 4 pouces Mk XVI dans trois tourelles jumelles, de 6 Canons jumelés de 20 mm Oerlikon Anti-aérien, de 4 canons de 40 mm pom-pom. L'armement anti-sous-marin se composait de lanceurs de charges de profondeur avec 110 charges de profondeur transportées. Il était aussi équipé d'un mortier Hedgehog anti-sous-marin pour lancer en avant ainsi qu'un équipement radar pour le radar d'alerte de surface type 272, et le radar de contrôle de tir type 285,.

## Historique

### Service dans la Royal Navy
Les premières opérations de Mermaid ont eu lieu dans le cadre de l'escorte du convoi arctique JW59 à Mourmansk en août 1944, avec le crédit d'une partie du naufrage du sous-marin U-354 le 24 août 1944 dans la mer de Barents au nord-est du Cap Nord à la position géographique de 72° 49′ N, 30° 41′ E par des charges de profondeur lancées des sloops britanniques HMS Mermaid et Peacock, de la frégate britannique Loch Dunvegan et du destroyer britannique Keppel. Les 51 membres d'équipage de l'U-Boot décèdent dans cette attaque,,.
Au retour de Mourmansk, escortant le convoi RA59A, le Mermaid a de nouveau participé au naufrage d'un sous-marin allemand, cette fois le U-394 le 2 septembre 1944 dans la mer de Norvège au sud-est de l'Île Jan Mayen à la position géographique de 69° 47′ N, 4° 10′ E par des tirs de roquettes et des charges de profondeurs lancés d'un avion Fairey Swordfish opérant à partir du porte-avions Vindex, les destroyers Keppel et Whitehall et le sloop Peacock.. Les 50 hommes d'équipage de l'U-Boot meurent dans cette attaque.
En 1945, le Mermaid est affecté à la British Pacific Fleet (flotte du Pacifique britannique). Cependant, en arrivant à Aden en route, il apprit la capitulation japonaise et son rappel pour le service avec la Mediterranean Fleet (flotte méditerranéenne) dans le cadre de la 33e flottille d'escorte. Il reçoit le nouveau numéro de fanion F30 et est basé à Malte, dans le cadre de la 3e flottille de frégates. Cette flottille prend part à des patrouilles empêchant immigration juive illégale en Palestine mandataire. Il revient à Portsmouth en 1954 où il est place en réserve.
Il est resté en Méditerranée jusqu'en 1954 lorsqu'il est retourné en Grande-Bretagne pour être placée en statut de réserve à Portsmouth. En 1953, il participe à la Fleet Review pour célébrer le couronnement d'Élisabeth II.

### Service dans la marine ouest-allemande
En 1957, l'Allemagne de l'Ouest achète sept escortes, dont le Mermaid pour sa nouvelle Bundesmarine. Après le radoub, le Mermaid est remise à la Bundesmarine le 28 mai 1959 et est renommé Scharnhorst. Le Scharnhorst est utilisé comme vaisseau d'entraînement au tir par les Allemands et est réaménagé avec un armement de canon plus moderne et des capteurs de juin 1961 à juillet 1962, avec deux canons de marine français automatiques de 100 mm remplaçant les six canons de 4 pouces chargés manuellement, et les quatre canons de courte portée Bofors L/70 de 40 mm remplaçant les deux canons de 40 mm. Le Scharnhorst est retiré de la liste active en 1980 et est utilisé pour l'entraînement au contrôle des dommages jusqu'à sa dissolution en 1990.